# Centre Cultural Gómez-Tortosa
El centre Cultural Gómez-Tortosa està situat al carrer Major número 6 de Novelda (Vinalopó Mitjà), País Valencià. És un edifici residencial d'estil modernista valencià construït l'any 1902, que va ser projectat per l'arquitecte Pedro Cerdán.
Va ser construït a instàncies d'Antonia Navarro Mira en 1902, com a habitatge per a la seua filla i el marit d'ella, el comte Antonio Gómez-Tortosa. És obra de l'arquitecte murcià Pedro Cerdán, la qual va finalitzar l'any 1902.
Consta de planta baixa i dues altures. L'edifici posseeix diverses façanes que recauen al carrer Major i al carrer Sirera i Dara. L'edificació segueix l'estructura d'un xicotet palau. Destaquen en el seu interior el rebedor i el pati interior amb columnes de pedra de Novelda, els esgrafiats en els sostres i els sòls originals de rajola hidràulica. Igualment destacable és el menjador amb pintures murals amb diferents escenes i la capella que conserva les vidrieres originals.
En 1995, l'edifici va passar a ser de titularitat municipal i actualment en ell es troba el Centre Cultural Gómez-Tortosa, l'oficina de turisme de Novelda, la biblioteca municipal i l'arxiu històric de Novelda.